# Sojoez TMA-16
Sojoez TMA-16 (Russisch: Союз ТМА-16) was een Sojoez missie naar het International Space Station (ISS) gelanceerd door een Sojoez FG raket. Het is een menselijke missie om personeel van en naar het ISS te vervoeren. De missie begon op 30 september 2009 toen het ruimtevoertuig werd gelanceerd van LC-1 op Baikonoer Kosmodroom. Het bleef tijdens zijn verblijf aan het ISS gekopeld om eventueel als redingsschip te dien. De landing op de aarde vond plaats op 18 maart 2010.

## Crew
De bemanning van Sojoez TMA-16 werd bekendgemaakt door de NASA op 21 november 2008.
| Positie       | Gelanceerde astronaut               | Gelande astronaut                   |
| ------------- | ----------------------------------- | ----------------------------------- |
| Gezagvoerder  | Maksim Surajev Eerste ruimtevlucht  | Maksim Surajev Eerste ruimtevlucht  |
| Piloot        | Jeffrey Williams Derde ruimtevlucht | Jeffrey Williams Derde ruimtevlucht |
| Ruimtetoerist | Guy Laliberté 1ste ruimtevlucht     | Geen                                |

## Back-Up Crew
| Positie       | Gelanceerde astronaut                   | Gelande astronaut                       |
| ------------- | --------------------------------------- | --------------------------------------- |
| Gezagvoerder  | Aleksandr Skvortsov Eerste ruimtevlucht | Aleksandr Skvortsov Eerste ruimtevlucht |
| Piloot        | Shannon Walker Eerste ruimtevlucht      | Shannon Walker Eerste ruimtevlucht      |
| Ruimtetoerist | Barbara Barrett Eerste ruimtevlucht     | Geen                                    |